# Tlogowungu (Japah)
Tlogowungu is een bestuurslaag in het regentschap Blora van de provincie Midden-Java, Indonesië. Tlogowungu telt 1990 inwoners (volkstelling 2010).